# Fetlar
Fetlar – wyspa w północno-wschodniej Szkocji, na Morzu Północnym, czwarta pod względem wielkości wyspa Szetlandów. W 2011 roku liczyła 61 mieszkańców. Główną i jedyną osadą jest Houbie.
Powierzchnia wyspy wynosi 40,38 km² powierzchni. Najwyższy szczyt na wyspie, Vord Hill, wznosi się na wysokość 159 m n.p.m.
Na wyspie znajdują się ślady osadnictwa z neolitu i epoki brązu. W VII–VIII wieku na wyspie osiedli wikingowie. W XIX wieku wielu mieszkańców zostało wysiedlonych, by udostępnić ziemie pod wypas owiec – między 1841 a 1891 rokiem liczba ludności spadła z 761 do 363. Od tego czasu stale się kurczy (1931 – 217, 1961 – 127, 1991 – 90).
Fetlar posiada połączenie promowe z sąsiednimi wyspami Yell i Unst.